# Barleber See I
Der Barleber See I befindet sich im Norden von Magdeburg. Er liegt zwischen der Bundesautobahn 2 und dem Mittellandkanal im Stadtteil Barleber See und ist nach dem nahen Ort Barleben im Landkreis Börde benannt.
Der See entstand in den Jahren 1928 bis 1937 durch Kiesbaggerung beim Bau von Autobahn und Mittellandkanal. Er ist etwa 103 ha groß.  Seine größte Tiefe beträgt 11 m und seine mittlere Tiefe 6,7 m. Er ist ein polymiktisches und mesotrophes Gewässer, in dem Sichttiefen bis zu 7,50 m gemessen wurden. Eutrophierung, teilweise aufgrund der Badenutzung entstanden, führt zu anthropogen verstärktem Phosphat-Eintrag und gelegentlicher Massenvermehrung von Cyanobakterien. 1986 wurde durch Fällung die Menge des für Algen verfügbaren Phosphates stark reduziert. Vorkommen von Aal, Brassen, Hecht, Karpfen und Rotauge sind bekannt.
Touristisch voll erschlossen (Gastronomie, Rettungsschwimmer, (Dauer)-Campingplatz) ist hier eines der bekanntesten Naherholungsgebiete für die Einwohner Magdeburgs entstanden.
An der Bahnstrecke Magdeburg–Wittenberge liegt der Haltepunkt Barleber See, etwa 500 m vom Südufer des Barleber See I entfernt. Die Station ist über den Buschweg zu erreichen. Sie wird von Mai bis Oktober von der Linie S1 der S-Bahn Mittelelbe bedient. Die Endhaltestelle Barleber See der Straßenbahn Magdeburg ist etwa 1 km vom Südufer entfernt.
Etwas östlich liegt der ebenfalls durch Kiesabbau entstandene Barleber See II.